# Iza (album)
Iza – debiutancki album Izabeli Trojanowskiej, wydany w 1981 przez wytwórnię płytową Tonpress.
Nagrań dokonano w System Studio, Lublin w 1980. Realizacja nagrań – Andrzej Poniatowski. Asystent – Włodzimierz Kowalczyk. Projekt graficzny – Rosław Szaybo. Foto – Andrzej Karczewski.

## Lista utworów
Strona A
1. „Tyle samo prawd ile kłamstw” (muz. Romuald Lipko, sł. Andrzej Mogielnicki) – 4:08
2. „Nic za nic” (muz. Romuald Lipko, sł. Andrzej Mogielnicki) – 4:20
3. „Sobie na złość” (muz. Romuald Lipko, sł. Andrzej Mogielnicki) – 3:37
4. „Tydzień łez” (muz. Romuald Lipko, sł. Andrzej Mogielnicki) – 4:24

Strona B
1. „Wszystko czego dziś chcę” (muz. Romuald Lipko, sł. Andrzej Mogielnicki) – 4:00
2. „Pytanie o siebie” (muz. Romuald Lipko, sł. Andrzej Mogielnicki) – 4:06
3. „Komu więcej, komu mniej” (muz. Romuald Lipko, sł. Andrzej Mogielnicki) – 4:32
4. „Jestem twoim grzechem” (muz. Romuald Lipko, sł. Andrzej Mogielnicki) – 5:56

## Autorzy
- Izabela Trojanowska – śpiew
- Jan Borysewicz – gitara
- Zdzisław Janiak – gitara
- Romuald Lipko – instrumenty klawiszowe
- Tomasz Zeliszewski – perkusja
- Andrzej Ziółkowski – gitara basowa

gościnnie
- Zbigniew Namysłowski – saksofon altowy (A 4)

## Wydawnictwa
1981; LP Tonpress (SX-T5)
1981; MC Tonpress (TK-45)